# Гладій Євгенія Григорівна
Євгенія Григорівна Гладій (нар. 7 грудня 1982, Київ, УРСР) — українська теле-, кіно- та театральна акторка.

## Життєпис
Народилася 7 грудня 1982 року в Києві у родині акторів Григорія Гладія та Олени Кривди. 
Закінчила кафедру германістики Інституту філології Київського національного університету імені Тараса Шевченка за фахом німецька та англійська філологія. Працювала перекладачкою та репетиторкою.
У 2007 році закінчила Київський національний університет театру, кіно і телебачення ім. Карпенка-Карого (курс Миколи Рушковського). 
З 2007 до 2009 року була акторкою Київського академічного драматичного театру на Подолі. Співпрацювала з Новим драматичним театром на Печерську та Київська театром «Сузір'я».
У 2010-2011 роках співпрацювала з театром «DOC» (Москва). 
З 2012 року Євгенія Гладій акторка «Російського драматичного театру у Литві» Вільнюс.
2004 року дебютувала у кіно в італійсько-американському трилері Девіда Греко «Евіленко» про маніяка Андрія Чикатила.
Зустрічалася з російським актором Микитою Ємшановим, що загинув у 2011 році в ДТП.

## Премії та нагороди
- «Телетріумф» — за найкращу жіночу роль (Тетяна) в телевізійному серіалі «Пастка», режисера Сергія Коротаєв (2014-2015)[2].

- «Золотий сценічний хрест» — премія та найвища нагорода працівникам мистецтва Литви, у номінації «Драматична акторка» за роль Варвари Самсікової у виставі «Лід» за романом Володимира Сорокіна (27 березня 2016 року)[3].

## Ролі в театрі
Навчальний театр (дипломні роботи)
- Клементина — «Забути Герострата!», Григорій Горін, режисер Володимир Бугайов;
- Місячна сорока — «Пісочний солдати», Володимир Ганзенко, режисер Ігор Славінський.

Новий драматичний театр на Печерську
- Олена Миколаївна — «Діти Сонця», Максим Горький, режисер Микола Рушковський.

Київський театр «Сузір'я»
- Сюзанна Делісіас — «Оркестр», Жан Ануй, режисер Ігор Славінський.

Київський театр на Подолі
- Ганна Кирилівна — «Щоденник молодого лікаря», Михайло Булгаков;
- Маркіза Доримена — «Дивакуватий Журден», Михайло Булгаков, режисер Віталій Малахов;
- Христина — «Вночі», С.Димитриевич, режисер Ігор Волков[4];
- Вертепник, Панно — «Вертеп», Валерій Шевчук.

Російський драматичний театр Литви (Вільнюс)
- Варвара Самсікова — «Лід», Володимир Сорокін, режисер Агнюс Янкявічюс (2016).
- Тюркназ — «Сім красунь», Нізамі Гянджеві, режисер Йонас Вайткус (2015);
- Жінка — «Російська зошит», Валерій Гаврілін, режисер Ольга Лапіна (2015);
- Елоіз — «Червоні вітрила», Олександр Грін, режисер Харійс Петроцкіс (2015);
- Алла Вадимівна — «Зойчина квартира», Михайло Булгаков, режисер Роландас Аткочюнас (2014);
- Гонерилья — «Король Лір», Вільям Шекспір, режисер Йонас Вайткус (2014);
- Христина — «Язичники», Ганна Яблонська, режисер Йонас Вайткус (2013)[5];
- Сеньйора Монтеккі — «Ромео і Джульєтта», Вільям Шекспір, режисер П.Урай (2013);
- Мерседес Дегас; Оператор — «Метод Гренгольм», Жорді Галсеран, режисер Агнюс Янкявічюс (2013);
- Татьяна Ларіна — «Євгеній Онєгін», Олександр Пушкін, режисер Йонас Вайткус (2013);
- Пузирьова-матір — «Ялинка у Іванових», Олександр Введенський, режисер Йонас Вайткус (2012).

## Фільмографія
- 2019 — «Заборонений» — Віра, агент КДБ
- 2018 — «Чаклунки»[6]
- 2017 — «Гора сов» (лит. Pelėdų kalnas) (Литва, у виробництві)
- 2017 — «Заповіт принцеси»— принцеса Магда[7]
- 2016 — «Казка старого мельника» — лісова княжна[8]
- 2016 — «8 найкращих побачень» — господиня шлюбного агентства «Ідеальна пара»
- 2015 — «Солодке життя-2» — Женя
- 2015 — «Поділися щастям своїм» — Лариса Паніна, головна роль[9]
- 2015 — «Мешканець» (короткометражка) — Гання, головна роль
- 2015 — «Закохані жінки» — Сніжана
- 2014 — «Впізнайся мене, якщо зможеш» — Дарина
- 2014 — «Перелітні птахи» — Таня Гудімова
- 2014 — «Давай поцілуємося» — Олівія Вілкін
- 2013 — «Вбити двічі» — Тетяна Новікова
- 2013 — «Точка вибуху» — Катя Васнецова
- 2013 — «Кохання з випробувальним терміном» — Зоя, фельдшер
- 2013 — «Пастка» — Тетяна, кілер
- 2012 — «Мій улюблений геній» — Поліна, перша дружина Дениса
- 2012 — «Особисте життя слідчого Савельєва» — Емма Смурова
- 2012 — «Історії графомана» — Ганна
- 2012 — «Спокута» — Поліна Сергіївна Громова, головна роль[10]
- 2012 — «Жіночий лікар» — Марія Зуєва
- 2011 — «Тріск» — капітан Ларіна, головна роль
- 2011 — «Небесні родичі» — Світлана Крушінін, слідчий
- 2011 — «Ліки для бабусі» — Вероніка
- 2011 — «Кедр» пронизує небо" — Марі, дружина фон Брауна
- 2011 — «Весна в грудні» — Валерія Голікова
- 2010 — «Судмедексперти» — Марина Анатоліївна Гаталова, головна роль
- 2010 — «Сусіди» — Женя, колишня дружина Ігоря
- 2010 — «Платон Ангел» — Клава, лікар
- 2010 — «Зозуля» — Анжела
- 2010 — «Брат за брата» — дружина Ігора (немає в титрах)
- 2010 — «Антиснайпер. Новий рівень» — Вікторія, дружина Овечкіна
- 2009 — «Диво» — відвідувачка ресторану
- 2009 — «Полювання на Вервольфа» — Катерина Тихомирова
- 2009 — «Круїз» — Наталя Саммерс
- 2009 — «Гувернантка» — секретарка
- 2008 — «Сила тяжіння» — Аліна
- 2008 — «Тато напрокат» — Світлана
- 2008 — «Загін» — Лариса
- 2008 — «Кохання на асфальті» — Міра, головна роль
- 2008 — «Король, дама, валет» — Галя
- 2008 — «Богун. Адвокатські Розслідування» — епізод
- 2007 — «Борг» (Ізраїль, Україна)
- 2007 — «Опер Крюк» — Ірина, внучка Щербакова
- 2006 — «Обережно, блондинки!» — епізод
- 2005 — «Повернення Мухтара-3» — епізод
- 2006 — «Ангел з Орлі» — Камілла
- 2005 — «Навіжена» — племінниця Свірідової
- 2005 — «Присяжний повірений» — Ганна, головна роль
- 2005 — «Повернення Мухтара-2» — епізод
- 2004 — «Російські ліки» — Юля
- 2004 — «Путівник» — Марійка
- 2004 — «Евіленко» — Рулана, епізод
- 1990 — «Спогади без дати» — епізод